# 다나블루
다나블루(덴마크어: Danablu)는 소의 젖으로 만든 덴마크의 블루 치즈이다.

## 같이 보기
- 로크포르